# Хюстън Динамо
 Хюстън Динамо е професионален футболен клуб от град Хюстън, щата Тексас, САЩ, който участва в Мейджър Лийг Сокър. Клубът спечели 2 поредни пъти Купата на МЛС в първите си два сезона на съществуване.
Хюстън Динамо домакинства на „Робъртсън Стейдиум“, намиращ се в близост до кампуса на Хюстънския университет. Мажоритарните собственици на отбора са Anschutz Entertainment Group (AEG) в партньорство с Brener International Group, както и световният и олимпийски шампион по бокс Оскар Де Ла Оя.